# Matías Uribe
Matías Ignacio Uribe Sepúlveda (ur. 8 września 1994) – chilijski zapaśnik walczący w stylu wolnym. Zajął piąte miejsce na igrzyskach panamerykańskich w 2023. Piąty na mistrzostwach panamerykańskich w 2024. Brązowy medalista igrzysk Ameryki Południowej w 2022, a także mistrzostw Ameryki Południowej w 2019 roku.